# Museo diocesano (Ascoli Piceno)
Il museo diocesano di arte sacra di Ascoli Piceno ha sede nell'ala destra del palazzo dell'Episcopio in piazza Arringo, dove si trovano anche la pinacoteca civica e il museo archeologico statale.
Creato con lo scopo di riunire e conservare la maggior parte delle opere appartenenti al patrimonio artistico della diocesi ascolana fu inaugurato nell'anno 1961 dal vescovo Marcello Morgante. Il suo spazio espositivo si compone di sette ambienti che ospitano sculture lignee e in pietra, dipinti su tela e su tavola, argenteria sacra e arredi realizzati dalle scuole minori della città che ebbero un notevole sviluppo nel 1400, oltre a manufatti di arte fiorentina del XVI secolo. Molti degli oggetti provengono direttamente dalla città di Ascoli, mentre altri sono stati recuperati nel territorio diocesano. 
L'intera raccolta si compone di opere realizzate dal XIII – XIV secolo fino ai nostri giorni. 
In seguito al restauro del complesso dei palazzi vescovili, il museo, negli anni 2018 - 2019, è stato profondamente ampliato nel suo percorso espositivo e negli oggetti esposti, includendo nel percorso di visita anche il Salone di Mosè del Palazzo Roverella. Dopo il terremoto del 2016 è stato consolidato e restaurato. Dall'inizio di luglio 2023 ha riaperto al pubblico, dal martedì alla domenica, dalle 10:30 alle 12:30 e dalle 15:30 alle 18:30. Il suo ingresso è completamente gratuito.

## Le sale
L'elenco delle sale con le opere in esse contenute si riferisce all'allestimento precedente i lavori effettuati tra il 2018 ed il 2019, non ancora aperto al pubblico.

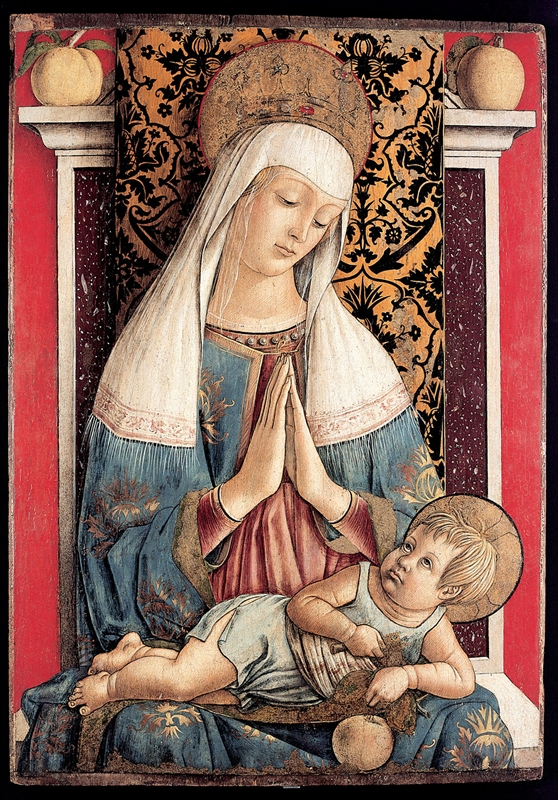
Carlo Crivelli, Madonna di Poggio Bretta (1472 circa)

- Sala del Prologo - Trinità - ospita la croce in terracotta policroma databile tra il 1430 e il 1450;
- Galleria - Arte orafa - la galleria attraversa l'intero spazio espositivo e contiene numerosi oggetti e manufatti realizzati con metalli preziosi. Di particolare rilevanza: una croce astile di scuola locale, anteriore al XVI secolo, che mostra evidenti influenze di arte abruzzese sulmontina, un cofanetto ligneo con guarnizioni di avorio che rappresentano “le vergini sagge e le vergini folli”, il dipinto di Venceslao Correggioli da Reggio che ritrae Girolamo Bernerio, detto il cardinal d'Ascoli e le statue argentee di Sant'Emidio di Pietro Vannini e della Madonna di Loreto, del XVII secolo, opera dell'orafo Curzio Compagni di Firenze;
- Sala 1 - raccoglie principalmente dipinti del pittore veneziano Carlo Crivelli, che fu attivo nel territorio ascolano dal 1468, e del suo maggior allievo Pietro Alamanno. Tra le opere di particolare rilievo del Crivelli vi è la Madonna di Poggio di Bretta, realizzata tra 1470 e il 1472 circa, e, di Pietro Alamanno, la tavola cuspidata, del 1485, qui portata dal paese di Cerreto di Venarotta. Vi è inoltre un interessante paliotto in tessuto tramato con fili di seta e oro della fine del XV secolo appartenuto al duomo di Ascoli;
- Sala 2 - in questa sala sono esposti alcuni dipinti di Cola dell'Amatrice tra cui la Pala di San Vittore, del 1517; vi è esposta anche una tela con l'Adorazione dei Pastori proveniente dalla Cattedrale, attribuita a Giovanni Andrea De Magistris o ad un artista romagnolo non ancora identificato e databile agli anni trenta del Cinquecento.[1]
- Sale 3 e 4 - raccolgono opere barocche, fra cui dipinti di Carlo Allegretti, Ludovico Trasi e Nicola Monti col Miracolo di Cristo del XVIII secolo;
- Sala 5 o Sala dell'Eden – questa sala fu la residenza del vicario generale di Ascoli e il suo nome deriva dalle colonne di travertino che raffigurano Adamo e Eva. Ospita il Braccio Reliquiario di Sant'Emidio, pregevole opera di Pietro Vannini, del XV secolo, dipinti barocchi e un soffitto quattrocentesco a cassettoni decorato a rosette.

## Le opere

### Statua di Sant'Emidio di Pietro Vannini

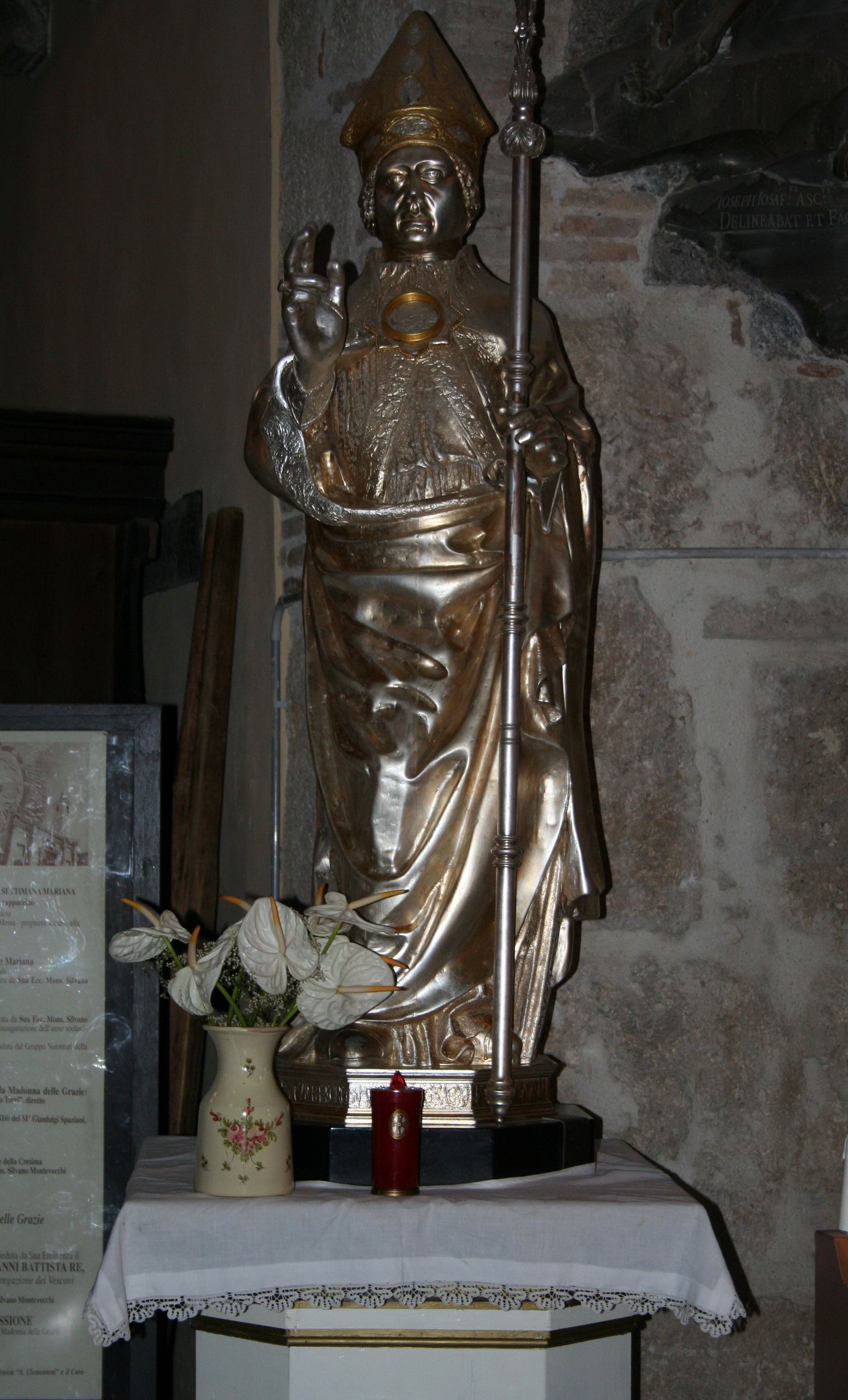
Una statua di Sant'Emidio nel duomo di Ascoli Piceno

L'artista la realizzò nell'anno 1482 quando papa Sisto IV concesse alla città di Ascoli la «libertas ecclesiastica». Sul basamento ottagonale della statua si legge: «Ex quo libertas porta est asculea cumque iustitia rutilans ensis in urbe sumptibus hoc sacre residentum atque ere catedre Petri et Francisci celte refulget opus». 
Nell'iscrizione compaiono sia il nome di Pietro sia quello di Francesco, riferibili al Vannini e a Francesco di Paolino da Offida, ma è da ritenersi che solo il Vannini fu l'autore dell'effigie.
La statua è alta 152 cm, ottenuta da una fusione di argento e lavorata a sbalzo. Raffigura il santo patrono ascolano vestito con abito pontificale in atteggiamento benedicente mentre stringe nella mano sinistra il pastorale liturgico. Quest'ultimo fu aggiunto e realizzato postumo alla fusione, nel XVII secolo, e donato dal cardinale Bernerio come ricorda lo stemma riportato sulla parte terminale dell'asta.
L'opera, scrive Luigi Serra, è considerata una delle migliori del periodo quattrocentesco per la «vivacità espressiva nel volto e nel gesto».  Le pieghe plastiche del panneggio dell'abito sono particolarmente curate, la mitria, nella porzione frontale, reca incise sei formelle ovali cesellate di cui quattro riportano le immagini dei santi della chiesa ascolana. La stola e il piviale, lungo i loro orli, sono riccamente intessuti da rilievi, la lavorazione del cappuccio è decorata da motivi floreali. Il tondo fermaglio del piviale, centrato all'interno di un perimetro stellato, riporta inciso il momento in cui il papa Marcello I consacra vescovo il patrono ascolano. Questa statua, il braccio reliquiario e la pietra di decollazione, conservata presso il tempietto di Sant'Emidio Rosso, sono tra le icone più venerate dai fedeli della città di Ascoli.

### Braccio Reliquiario di Sant'Emidio di Pietro Vannini
Quest'opera, in argento dorato alta 87 cm, forgiata a forma di avambraccio che termina con la mano benedicente, racchiude al suo interno una reliquia di Sant'Emidio. Il braccio si erge verticale sopra un ricco basamento che si eleva da un poligono esagonale stellato, costituito da dischi sovrapposti. 
Il reliquiario, attribuito da Émile Bertaux all'orafo Pietro Vannini, fu realizzato nel XV secolo su commissione di Giovanni di Filippo, sacerdote, come riportato nella scritta incisa: “ HOC OPUS FECIT FIERI DOMINUS IHOANNES PHILIPPI SAC.”
La mano, che mostra un prezioso anello episcopale sul dito anulare, appare avvolta tra le increspature di un guanto nella cui porzione dell'orlo si legge l'iscrizione incisa a caratteri gotici: «IESUS AUTEM TRANSIENS P.R.». 
La parte dell'avambraccio è ricoperta dalla manica in argento di un camice di broccato decorato a disegni fogliari e floreali con apposto un nastro dorato. All'interno della fascia del nastro si legge la scritta: «AVE MARIA». Il gallone è trattenuto da un fermaglio, in oro, che ha incastonati sulla cornice quattro rubini e quattro smeraldi. Al centro, si vede raffigurata una rappresentazione stilizzata della città di Ascoli con un ponte e molte torri che sorgono dinanzi alla raffigurazione di una lupa romana.

### Il pastorale di arte fiorentina del XVI secolo
Questo pastorale liturgico, lungo 180 cm, è un'opera realizzata in argento lavorato a sbalzo dai maestri dell'arte orafa fiorentina del XVI secolo. Fu donato al Capitolo di Ascoli da Girolamo Bernerio, cardinale appartenuto all'ordine dei Domenicani. 
Il disegno del manufatto, di gusto rinascimentale, è concordemente attribuito a Giorgio Vasari. Si compone della lunga asta e del prezioso ricciolo terminale costituito da foglie d'acanto che racchiudono nella parte centrale un piccolo Bambinello benedicente. La figura di Gesù Bambino è appoggiata alla base di un tempietto ionico con colonnine e frontoni. Sotto i frontoni si aprono quattro piccole nicchie che accolgono le raffigurazioni della Madonna di Loreto, di Sant'Emidio, di San Francesco e di San Domenico. Nella porzione che sovrasta i frontoni, all'interno del timpano, ci sono gli stemmi del cardinale Bernerio e del Capitolo ascolano.